# ‘En Nezem
‘En Nezem (hebreiska: עין נזם) är en källa i Israel.   Den ligger i distriktet Norra distriktet, i den nordöstra delen av landet.
Terrängen runt ‘En Nezem är kuperad åt sydväst, men åt nordost är den platt. Terrängen runt ‘En Nezem sluttar österut. Runt ‘En Nezem är det ganska tätbefolkat, med 239 invånare per kvadratkilometer. Närmaste större samhälle är Bet She'an, 7,4 km norr om ‘En Nezem. Trakten runt ‘En Nezem består till största delen av jordbruksmark.